# Campillay
Campillay o Campillai es un apellido de origen diaguita, cuyos apellidos comúnmente terminan con "-ai" o "-ay". En este caso, "campillay" significa "atardecer". Personas notables con el apellido incluyen:
- Carmen Campillay, escritora y poeta chilena[2]
- Claudia Santander Campillay, lingüista y filósofa, Secretaria Regional Ministerial de Trabajo y Previsión Social de la Región de Coquimbo[3]
- Fabiola Campillai, activista y política chilena
- Homero Campillay, político chileno
- Mauricio Campillay, político chileno[4]
- Ulises Campillay, piloto de autos argentino[5]
- Víctor Campillay, criminal organizado chileno[6]
- Yasna Provoste Campillay, política chilena